# Alla Churikova
Alla Churikova (russ.: Алла Чурикова) (* 1962) ist eine deutsche Trickfilmemacherin ukrainisch-russischer Abstammung.

## Biografie
Nach dem Architekturstudium in Kiew hat Alla Churikova die Animationsschule beim staatlichen Trickfilmstudio Ukranimafilm (Prof. Ewhenij Siwokon) absolviert. Anschließend war sie als Animatorin beim Trickfilmstudio Ukranimafilm tätig. Seit 1996 dreht sie eigene Filme als Regisseurin, meistens in Sandanimation-Technik. Seit 2000 lebt und arbeitet sie als freie Trickfilmemacherin und Illustratorin in München. Für die Spielfilme Hexe Lilli - Die Reise nach Mandolan und Russendisko hat Alla Churikova Vor- bzw. Abspann animiert. Sie ist Gründerin der Filmproduktion sowie Mal- und Trickfilmschule Allanimation in München. 

## Filmografie als Regisseurin
- 1996: E=mc2
- 2001: Passion fatale
- 2003: Die Eisbaderin
- 2008: Für Mathilde
- 2011: Frosch, Hase und das rote Telefon
- 2012: Emilie
- 2013: Nikozi 2008
- 2015: Eine kleine Dickmadam
- 2019: Ural
- 2021: Fly me to the moon